# Матеос Цахуридис
Матеос (Макос) Цахуридис (на гръцки: Ματθαίος Τσαχουρίδης) е понтийски гръцки музикант (композитор и инструменталист), който свири на струнни музикални инструменти.
Възхваляван е за широката му гама от стилове, иновация и сливане с други етнически изпълнители от цял свят. Свири на струнни инструменти като цигулка, лагхуто (гръцка лютня), уд, гръцкото бузуки, китара, персийски каманче, афганистански рубаб, както и афганистански и узбекски гичак.

## Биография
Матеос Цахуридис е роден на 18 септември 1978 година в град Верия, старо българско название Бер, Гърция. Потомък е на понтийски гърци - бежанци от Турция.
Започва да свири музика на 9 години. Цахуридис печели първа награда в Общогръцкия музикален конкурс, организиран от гръцкото Министерство на образованието в Атинската концертна зала. В 1997 година получава стипендия от митрополит Пантелеймон Берски и Берската митрополия, за да продължи музикалното си обучение в Лондон. В 2001 година Цахуридис завършва бакалавърската си степен по музикални науки и магистърската си степен по етномузикология в колежа Голдсмит на Лондонския университет. През 2003 година получава стипендия от Благотворителния тръст на Майкъл Маркс за докторантурата си в областта на изпълнителската практика. Получава докторска степен през 2007 година с теза, озаглавена: „Понтийската лира в съвременна Гърция“, която е първата докторантура в Обединеното кралство по незападни музикални култури.
Участва с изпълнения на понтийска лира на музикалния фестивал WOMAD в Рединг (2001, 2005), музикалния фестивал WOMEX в Ротердам (2001), фестивала Поскилдър Рок (2002), в Театро Масимо за ЮНЕСКО (Операта в Палермо, Италия, 2002), в Роял Албърт Хол (2002) и в Пърсел Руум в Сайутбанк Артс Сентър в Лондон. Свири на понтийска лира за „Би Би Си Рейдио 3“, както и в много други радио програми на Би Би Си. Той е сред изпълнителите на основната музика на Би Би Си за Олимпийските игри в Атина с оперната група „Амичи“ и Пражкия симфоничен оркестър. През 2005 г. свири в одеона на Ирод Атик в Акоропола в Атина, придружаван от оркестъра за съвременна музика на ERT на церемонията по откриването на Атинския фестивал, а през юни 2005 година участва в ораторията „Козма Етолийски“ от Мимис Плесас в родния му Бер.
През 2006 година Матеос е артистичен съдиректор на церемонията по откриването на Международния византийски конгрес в Лондон с лейди Марина Маркс като председател и принц Чарлз като патрон. През март 2007 година свири в лондонската зала Порчестър Хол с Юсуф Ислям. През 2010 година участва във фестивала Кадирга в Понтийските планини край Трабзон, Турция. Оттогава си сътрудничи с множество местни понтийски гръцки музиканти от Турция.

## Възгледи
Матеос Цахуридис признава така наречения понтийски геноцид, което кара турски националисти да критикуват футболния клуб „Трабзонспор“, че го е поканил да играе по време на празненствата на отбора за шампионската титла през 2022 година. Поради този натиск Цахуридис и приятелят му Аполас Лерми отменят участието си, като същевременно ясно изразяват подкрепата си за отбора. Шампионските празненства на „Трабзонспор“ все пак получават гръцката „сребърна подплата“, тъй като ключовите играчи Манолис Сиопис и Анастасиос Бакасетас са на видно място, танцувайки на традиционна гръцка и местна понтийска музика, което е прието с аплодисменти от феновете.